# Доброва, Мария Дмитриевна
Добро́ва Мари́я Дми́триевна (1907—1962) — советский разведчик-нелегал, капитан ГРУ, вела разведывательную деятельность на территории США; кандидат филологических наук.

## Биография
Мария Доброва родилась в 1907 году в Минске, в семье рабочих, русская, девичья фамилия Суковкина.
В 1920 году её родители переехали в Петроград. В 1927 году окончила музыкальный техникум по классу вокала и фортепьяно. В 1930 году вышла замуж за офицера—пограничника Бориса Доброва. В одной из петергофских школ преподавала музыку и пение.
В этой школе старшая коллега посоветовала Добровой заняться иностранными языками. Доброва поступила на высшие курсы иностранных языков при Академии наук. Изучала английский и французский языки. В 1934 году родила сына Дмитрия. В 1936 году приняла предложение остаться работать на кафедре Академии.
В 1937 году на Дальнем Востоке пропал без вести муж, в том же году от дифтерии умер сын. Чтобы уйти от горя, она пошла в военкомат и попросилась добровольцем в Испанию, где в то время разгоралась гражданская война.
В Испании срочно требовались переводчики. На фронтах гражданской войны Доброва провела больше года. За храбрость и героизм была награждена орденом Красной Звезды.
Вернувшись, поступила в Ленинградский университет и с отличием окончила его в 1940 году. Осталась работать на кафедре французской филологии.
С началом Великой Отечественной войны пошла работать в госпиталь санитаркой, где освоила профессию медсестры. Всю блокаду проработала в Ленинграде.
Летом 1944 года по заявке МИД СССР поступила работать в ведомство. Вскоре приступила к работе в посольстве СССР в Колумбии в качестве переводчика-референта. В стране проработала 4 года. Вернувшись, стала работать в одном из институтов Академии наук СССР. Кандидат филологических наук.

## Разведка
В июле 1951 года Доброва была приглашена в разведотдел Ленинградского военного округа, где стала работать в разведке за рубежом. После специальной подготовки выезжала в страны Европы для промежуточной легализации. Там она знакомилась с западным образом жизни, и, в частности, встречалась с американскими туристами для проверки знания языка и первичного знакомства с реальностями американской бытовой жизни. В Париже задержалась подольше, там она должна была освоить профессию косметолога.
После спецподготовки в мае 1954 года Доброва прибыла в США под именем Глен Морреро Подцески. По легенде её отец был американцем кубинского происхождения, мать-француженка и она сама в детстве с родителями долго жила в Колумбии, потом в Париже. Уже в Америке она продолжила учёбу на косметолога, после чего получила лицензию на открытие своего бизнеса.
На внедрение в США, знакомство с реалиями американского образа жизни и учёбу на косметолога у Добровой ушли три года. В июле 1957 года она открыла свой фитнес-салон, который в короткие сроки стал респектабельным заведением. Его посещали жены американских политиков и бизнесменов.
Добровой (агенту Мэйси) было дано первое важное задание: встретиться с ценным агентом Дионом, бывшим сотрудником Госдепартамента США, а на момент встречи с Глен — сотрудником одного из управлений при президенте США. Его куратором и должна была стать Доброва. Их первая встреча состоялась в феврале 1961 года, где агент Дион передал важную информацию о том, что президент Кеннеди утвердил план ЦРУ о внезапном военном вторжении на Кубу.
За время своей работы в США Доброва завербовала ещё несколько источников информации.

## Провал и гибель
В 1962 году непосредственным куратором Добровой по линии нелегальной разведки стал полковник ГРУ Дмитрий Поляков, начавший сотрудничать с США с ноябре 1961 года после отказа его руководства в оплате дорогостоящей операции для спасения его сына. 7 июня 1962 года, перед отъездом в СССР, Поляков выдал американцам агента Мэйси и другого советского разведчика — нелегала Маслова. Дождавшись, когда 9 июня Поляков с семьей отплывет от берегов США на родину на пароходе «Куин Элизабет», ФБР приступила к арестам. Первым был арестован Маслов. Но перед арестом он успел оставить условный сигнал о своем провале. Увидев этот сигнал, Доброва сразу же передала информацию об этом в «Центр», после чего приступила к «отходу» по заранее приготовленному маршруту, в Канаду. «Центр», уже зная о провале Маслова, приготовил все возможное для спасения агента Мэйси: всем агентам в Канаде были даны указания оказать всяческую помощь Мэйси.
Доброва приехала в Чикаго. Там она поняла, что ей не вырваться: наружное наблюдение ФБР следовало по пятам. В её номер в отеле вошли агенты и заявили, что они все о ней знают и предложили сотрудничество взамен на снисхождение американского правосудия. Доброва ответила, что подумает. Агенты ФБР на время раздумья оставили Доброву одну в номере отеля. Она вышла на балкон и бросилась вниз, покончив жизнь самоубийством.
С апреля 1967 года Мария Доброва значилась в кадрах ГРУ как «безвестно отсутствующая». В 1975 и 1979 американские СМИ публиковали дезинформационные вбросы о том, что она якобы была перевербована. Истинная её судьба прояснилась после разоблачения и ареста Полякова (к тому времени уже генерал-майора) 7 июля 1986 года. Похоронена в США.

## Награды
- Орден Красной Звезды (07.03.1938)